# Allopauropus congolanus
Allopauropus congolanus är en mångfotingart som beskrevs av Paul Auguste Remy 1954. Allopauropus congolanus ingår i släktet småfåfotingar, och familjen fåfotingar. Inga underarter finns listade i Catalogue of Life.